# 以賽亞書
《以賽亞書》或譯《依撒意亞先知書》（羅馬化：Sefer Y'sha'yah），是《聖經》的第23本書，由先知以賽亞執筆，大約在公元前723年之後完成。記載關於猶大國和耶路撒冷的背景資料，以及當時猶大國的人民在耶和華前所犯的罪，並透露耶和華將要採取判決與拯救的行動。在第53章整章描述大約在700年之後將臨的彌賽亞耶穌的遭遇與人格特質。因經文比喻了耶和華藉著成為肉體（耶穌）、釘死十架、復活、升天、並預言再來的基督所施的救恩，被新約大量引用，故這本經也是後來基督教徒最重視的舊約先知書。

## 執筆者
本書執筆者是以賽亞先知。“以賽亞”的意思是耶和華拯救或耶和華是救恩。他當先知有五、六十年之久。他可能是猶大王族，父親是亞摩斯。根据猶太人的传说，這亞摩斯是烏西雅王父親亞瑪謝的兄弟，因此以賽亞是烏西雅王的堂兄弟。
他的妻子也是位女先知（8:3），至少有兩個兒子，一個叫“施亞雅述”，意思是餘民將要歸回。另一兒子叫“瑪黑珥·沙拉勒·哈施·罷斯”，意思就是擄掠速臨，抢奪快到（8:1）。

## 時間與地點
烏西雅王駕崩的一年以賽亞蒙召作先知，當時也可能只有二十多歲。他作先知時，猶大國的國王先後有約坦、亞哈斯、希西家及瑪拿西，同期的先知有同為對南國猶大的彌迦（彌迦的事奉比以賽亞略晚一點），和對北國以色列的阿摩司與何西阿。

## 歷史背景
烏西雅王时代，國家富强。但以賽亞作先知那一年，烏西雅王駕崩后，王子約坦接續他作王十六年之久，根據聖經記載，約坦行耶和華眼中看為正的事，國内一片太平。
但是約坦王的兒子亞哈斯作王十六年，他行耶和華在眼中看為惡的事。因此他在位時，和其他鄰近諸國都進貢亞述帝國，勉强避免侵略。
亞哈斯王的兒子希西家的時候，亚述王再进军攻取了犹太邻近諸國和以色列，因此以色列被毁灭，以色列人被掳。亞述王後来也攻取了猶大的诸城镇，希西家王拿很多聖殿和王宫仓庫裏的金银送亞述王，以便求和。亞述王雖因此没有攻取圣城，但差遣三個使者向希西家要求開城門投降。
希西家请以赛亞帮助祷告。以賽亞安慰王，神必保佑圣城，亚述王必回國，并被殺死。希西家領導百姓專心依靠神，神藉以賽亞說预言加强大家的信心。最后神的使者在夜間殺死亞述王的軍隊，第二天早上亞述王荒忙逃回尼尼微城。以賽亞工作到希西家王兒子瑪拿西的时代。瑪拿西是暴君，据猶大法典说，以賽亞就是被瑪拿西拘捕，縳於两塊木板之間把他鋸死的，然此事並無於聖經記載。

## 本書特點
以賽亞書是大先知書的一卷，可以說是先知書中最重要一卷。新約聖經上引用《詩篇》的次數最多，其次就是以賽亞書，因為以賽亞書有很多關於彌賽亞和福音的預言。有人認為以賽亞書是舊約聖經的福音書。奇妙的是：
- 以賽亞書共六十六章，聖經也是六十六卷，
- 舊約三十九卷，以賽亞上卷也是三十九章；新約二十七卷，本書下卷也是二十七章，
- 以賽亞書第一到三十九章論及神因人的犯罪而責備人，同時预言公義的君王將要來臨，行罰惡者，而以敬虔的選民得贖作為结束，充分把舊約的特质──神公義的審判表现出来。

- 以賽亞書第四十到六十六章，以基督的先鋒開始，至預言神的僕人──基督受死以救贖人類為神救贖計劃的關鍵點，接着神的國在聖靈的引導下不斷擴展，而以新天新地的實现作為结束，充分顯示新約的特質──救恩的成全，是神安慰苦難中的選民的最佳禮物。本书根據兩大主题：神的審判與神的安慰。

## 以賽亞書上卷內容大綱

### 神的憐恤（1-6章）
以賽亞書第一章至第六章，先知從異象看到神的聖潔和公義（6:1-7），同時也看到百姓在恩典中的堕落（1:1-20），聖潔的神不斷呼喚選民棄惡從善（2:1-5），然而選民硬心以致神本著祂的公義施行管教（5:1-6），並且差遣先知傳警告（6:8-10），引導他們走上義路。由此可見神的恩典何等浩大！若非神滿有憐恤，錫安就像所多瑪、蛾摩拉一般被滅絕了。
- 本段要訓

1. 以賽亞見異象（6:1-7）：以賽亞在烏西雅王死的那年，看見異象，他看見神坐在很高的寶座上，祂的衣裳垂下，遮滿聖殿。其上有事奉神的撒拉弗天使（Seraphs）侍立，天使各有六個翅膀：用兩個翅膀遮臉（不敢直接看主的榮光），兩個翅膀遮腳（表示謹慎腳步而敬虔），兩個翅膀飛翔（表示很快速度完成奉差遣的使命）。他們彼此呼喊著說：“聖哉！聖哉！聖哉！⋯⋯”。
2. 用紅炭除去罪孽（6:5-7）：以賽亞看到這異象時，神讓他說：“禍哉！我滅亡了，因為我是嘴唇不潔的人，又住在嘴唇不潔的民中，又因我眼見大君王萬軍之耶和華”。有一位天使飛下來，用壇上取下來的燒紅的炭，沾了他的口，有說他的罪孽被除掉，蒙赦免了。從這一段知道，人一站在聖潔的神面前，自然地會想起自己的過錯。從此也可知道，言語上的靈修與聖潔是最難的，若言語能聖潔無過錯，便能成為完全人（雅3:2）。這也是預言新約時代，神要用焚燒的靈除去祂百姓的罪孽。
3. “我在這裡，請差遣我”（6:8）：真神向眾人發問“我可差遣誰呢？”只有以賽亞勇敢接受神的差遣。

### 神的王權（7-12章）
第七至十二章引出一個偉大的預言，就是以馬內利（Emmanuel，7:14）和祂的國要來臨（9:1-4），世上的政權都掌握在彌賽亞（Messiah）手中（11:1-2），唯有深信“以馬內利”的應許，才能帶來更新的盼望及復興（12:1-8）。
- 本段要訓

1. 童女懷孕生子的兆頭（7:14）：這一節是很重要的經節，這是預言救主彌賽亞是童女懷孕而生的，這就是兆頭，是救主的記號；在基督教中譯經中，有時往往把童女翻作「處女」，然而猶太原文經典裡，僅有「少女」之意。
2. 以馬內利：童女懷孕所生之兒子，要给他取名為以馬內利，這以馬內利是“神與我們同在”的意思。這表示主耶稣是有神同在，是從神那裡來的聖者，救主彌賽亞。
3. 有一嬰孩為我們而生（9:6-7）：這一段是預言彌賽亞降生很重要的經節。從這段可知，神賜這嬰孩給我們人類，這嬰孩彌賽亞，有屬靈的政權擔在肩上，是屬靈國度的主。祂名稱為奇妙（祂在世上行了很多奇妙的神蹟奇事，祂的救贖也藉很奇妙的大能完成），策士（祂從創世以來就策劃創造天地與救贖工作– 箴言8:26-30），全能的神，永在的父，和平的君（主的福音是叫人和睦，和平──弗2:13-18），祂的政權與和平必加增無窮（祂的國是永遠的，祂賜的平安也無限），祂必在大衛的寶座上，治理祂的國（主是大衛的子孫，照神的應許為王，但祂是屬靈國度的王），以公平，公義使國堅定穩固，從今直到永遠。
4. 豺狼必與綿羊羔同居（11:6-9）：這一段預言彌賽亞的國度裏，信徒都能變為良善，和平相處。小壯獅子和毒蛇和豺狼同義，小牛，小孩，肥畜都指像羔羊一樣的信徒。

### 撒但傀儡（13-23章）
第十三至二十三章論及撒但的傀儡政權，由于世上的君王崇尚處偽的宗教急功近利的商業主義及自私的政治手腕，而任由魔鬼擺佈，以致將遭受無可避免的浩劫（13:6-13），先知為他們傷痛而發出預言喚醒列國看清撒但的真面目（14:12-15），而歸向真神，因為定罪，赦免的權柄在於真神手中（22:22-23）。
- 本段要訓

1. 末時世人皆痛苦，人比精金更少（13:6-13）：耶和華的日子即指著主審判的末日，主再來的日子近的時候，世人驚惶，悲痛，愁苦，疼痛忽然臨到又無法避免，如產難的婦人一樣。天上星不發光，日頭變黑暗，因災禍，戰亂死人多而人比精金更少，比俄斐（Ophir，阿拉伯地方金的出產地）的純金更少。
2. 明亮之星從天墜落（14:12-15）：這一段經文表面上是論巴比倫的，但同時启示我們魔鬼墜落的原因，經過和其结局。明亮之星，早晨之子指著天使，但天使何竟從天墜落呢？那是因為它心裡會說，我要升到天上，我要高舉我的寶座在神眾星之上（眾天使之上），我要在大家聚集的山上，要升高，想要與神同等。這是它起了驕傲，想要與神同等，不尊神為大而受懲罰的原因。结果失去榮耀的天使之職位，被貶而墜落到陰間，成為魔鬼。魔鬼所受的刑罰將是坑中極深之處，就是最嚴重的刑罰。
3. 鑰匙放在祂肩頭（22:22-23）：到了時候，神要將大衛家的鑰匙，就是王的權柄放在主耶穌身上，使祂有權柄赦罪（開），也有權柄定罪（關），而且沒有人能定被他赦免的人之罪，也沒人能赦被祂定罪的人之罪（太16:19）。

### 最後的審判（24-27章）
第二十四至二十七章描寫末後的光景，雖然末後無可避免的患難即将來臨，但是身處幽暗悲苦中的餘民，必得著復興的應許，在基督的國度裏，享受勝利的荣耀（25:6-8）。
- 本段要訓

1. 聖山上為萬民設擺筵（25:6）- 预言在聖山上，神要为萬民設擺很豐富的靈筵，使信徒飽嘗屬靈的美味陳酒──真理。
2. 主吞滅死亡擦去各人的眼淚（25:8）- 耶稣藉着十字架，死而復活，吞滅了死亡，使信他的不受靈性死亡的控制（林前15:54）。在主的救恩下，受魔鬼欺负痛苦流眼淚的人蒙主拯救，得安慰，得喜樂，能擦去眼淚。百姓的羞辱指著罪惡，這裡告訴我們，藉主的救恩，全世界的人都可以因信主而蒙赦罪，除去這羞辱。

### 耶路撒冷的六大災禍（28-33章）
第二十八章至三十章論及六大“禍災”，先知警告猶大國眼前的罪行（29:11-14），若不悔改，其禍更甚。反之，若能悔改信靠神，不但得享心靈的安息（28:16），甚至能结出聖靈果子（32:15）。
- 本段要訓

1. 預言書如封住的書卷（29:11-12）：預言書交给認字或不認字的人看，若没有聖靈的启示；都无法了解其中的真意，如封住的書卷。
2. 百姓只用嘴尊敬神（29:13-14）：耶稣曾引這經節責備不信的猶太人，有敬虔的外貌，但没有敬虔的實意，心遠離真神，反而领受人的遺傳。因此神要以聰明人，智慧人在真道上成為愚蠢，如同失去聰明智慧。
3. 當信靠寶貴的房角石（28:16）：耶稣曾引這一節，證明祂是匠人所棄石頭，倒成了蓋房子最重要的房角石（太21:42）。這房角石寶貴，穩固，是經過考驗，是值得信靠的，信靠祂的必不着急，有心靈的平安，能享心靈的安息。
4. 曠野變為肥田（32:15）：預言聖靈滋潤人飢渴，荒蕪如曠野的心田，使它變成肥田，也如果林，能结出聖靈的果子。

### 羞恥與榮耀（34-35章）
第三十四至三十五章是本書第一大段的高潮，先知宣告神的審判，首先是針對猶大國，然后推展至以色列及周圍的列國，最后言及全世界都要伏在神的審判之下，那日子善惡分明，惡者受永遠的形罰，善者享受神所预备的永生，得到永遠不能奪去的喜樂（35:5-10）。
- 本段要訓

瞎子能看見，瘸子能跳（35:5-10）：这段预言，有聖靈的大能，能行神蹟奇事，瞎子聾子，瘸子都蒙神治癒，聖靈澆灌，曠野，沙漠如同得到水的滋潤，而且聖靈降臨的地方，神要賜一條得救大道，是能使人成聖的聖潔，神聖的路，是被救贖之民的路。不信的罪人没资格走的路。

### 耶路撒冷的審判延後（36-39章）
第三十六至三十九章為一歷史的插段，首两章為希西家在位時，耶路撒冷是围攻得神拯救的歷史（36，37:1-38），後兩章為希西家病危時蒙神醫治（38:1-3），及病愈後向巴比倫顯出愚昧之事来（39:1-8）。後来先知斥责王的無知，希西家王謙卑認罪，以致神延後向耶路撒冷所要施行的審判。
- 本段要訓

1. 亞述王攻猶大及耶路撒冷（36章）：希西家王十四年，亞述王攻取了猶大的堅固城（以色列已亡國），然后率领大軍来围攻耶路撒冷，耶路撒冷很堅固，不容易攻破，敌人只好用心理戰術，向猶大百姓說不要相信希西家王的話，叫他們出来投降，因為亞述王要领他們到一个好地方。希西家是敬畏神的好國王，勸百姓不要相信敵人的話，也不要回答他們。
2. 希西家王决心靠神（37:1-20），進聖殿祈禱求神拯救，同时差人向以賽亞先知求救援，以賽亞先知安慰他，告诉他神一定拯救。亞述王差人送信来，叫希西家王不要相信神会拯救，叫他投降。希西家王更迫切地上聖殿禱告，求神救他們，以便讓天下萬國都知道只有祂才是真神。
3. 以賽亞的预言（37:21-37）：真神藉以賽亞先知预言亞述王從那條路来，也必從那條路回去，不得到耶路撒冷来，神的百姓不久就有平安，能耕種，有收穫。
4. 亞述的败亡（37:36-38）：真神差天使到亞述王强大的軍隊裡，夜裡殺了十八萬五千人，使狂傲，可惡，辱罵神的亞述王，一夜中失败，清早起来一看，都是死屍，他急忙拔营回國，主在首都尼尼微城。有一天，他上廟叩拜偶像时，被他的儿子殺掉。有些新学派的解经不相信这神蹟，说亞述軍是得瘟疫而死。但他们为什么早不得病，正好在这时得病呢？
5. 希西家向神祈求（38:1-3）：希西家后来得了重病，以賽亞先知来预告他将要死。希西家为此流泪迫切祈祷。真神垂聽他的祷告，應許賜他十五年的壽數，又賜给他俄日影往后退十度的預兆。希西家因此病得醫治，向神感恩歌颂。

## 以賽亞書下卷內容大綱

### 神的救贖（40-48章）
第一個段落是自第四十章至第四十八章，主要是說明神的救贖大計，在前三章論及“誰來救贖”。首先提到神是救贖者，祂是創造主，也是救贖主（40:18；43:10；44:6），神救贖的大能不容置疑（40:1-31），因此神藉先知指出，祂要透過外邦君王来拯救選民脱離巴比倫，這是人無法測透的事，由這一個已在歷史上應驗的預言，藉著祂的僕人基督必能成就一件新事，就是使萬國都能承受救恩（41:2，17-20；42:1，6-7）。接着先知在第43章至45章詳述救贖的應許，並且藉著聖靈及僕人的工作而成全了救贖（43:16，25）。
- 本段要訓

1. 唯有耶和華是真神，除祂以外無救主（43:10-11）：在本書四十章後的幾章中，有多次强調耶和華是救贖主，讓我們更清楚的認識祂是唯一的神，唯一的救主（41:10；43:10-21）
2. 預言差施洗約翰為主的開路先鋒（40:3-4）：施洗約翰說“在曠野有人聲喊著說：預備主的道，修直祂的路！一切山窪都要填滿，大小山岡都要削平！⋯⋯”（路3:4-6）正應驗了這段經文。
3. 作外邦人的光，傳真理給外邦人（42:1，6-7）：神所揀選，心裏所喜悦的救主，神要將聖靈給他，祂必將公理傳到外邦，作外邦人的光，開瞎子的眼，領被囚的出牢獄，領出罪惡中的人攙扶我們的手（徒13:47）。

### 神的僕人（49-57章）
第四十五章至五十七章專論神的僕人──基督，首先在前三章論到祂要施行救恩，是由於選民之國在扮演「神的僕人」的角色上失敗了，因此他要喚醒以色列人認清「選民」身分的尊貴，盼望他們自覺之後應奮興起來（49:14-15），成為復興神國的核心（49:9-12）。
接著第五十二章至五十四章神國的復興當以神的義僕基督為典範，讓我們效法祂的捨己，成為多人的贖價（53:2-9），使神與人的關係重新建立起來，如同夫妻破鏡重圓（54:1-3）。但是蒙救贖的人必須「行事為人」與「蒙召的恩」相稱，在各樣的事上表明是救恩的人（《以弗所書》第4章参）。
- 本段要訓

1. 母親不忘嬰兒，神更不忘祂的子民（49:14-15）：母親焉能忘記她吃奶的嬰兒，不憐恤她所生的兒子？即或有忘記的，神卻不忘記祂的子民。
2. 選民自各方，秦國（希伯來文：סינים，英文：Sinim，一未知遙遠東方國家）（49:9-12）：神要拯救受撒但捆綁的人，要從天下各方從秦國招集百姓。
3.救主耶穌無美貌（53:2-3）：本書第五十三章預言救主降生，傳道，受苦，受死。他祂在世無美貌，無外貌引起人的注意，所以等候彌賽亞的猶太人認不出祂是彌賽亞，反而輕視，逼迫祂。
4. 主擔當世人的憂患，痛苦（53:4-5）：這段是預言救主降世為擔當世人的憂患痛苦，我們卻以為祂受責罰，哪知道祂是為我們的過犯受苦，受我們的罪孽壓傷。因祂代我們受的刑罰我們得平安，因祂的鞭傷我們得醫治（彼前2:24）。

### 神的救恩（58-66章）
第五十八章至六十六章論及神的救恩如何使地上萬族都得見祂的榮耀。在前三章說明救恩的顯明，是藉著蒙恩的人表現出敬虔的信仰生活及公平待人的處世方法（58:13），以發出主榮耀的光輝，使黑暗所遮蓋的大地都得見真光（59:1-13），並且接受真光。在第六十一至六十三章，指出救主基督親自顯明祂就是真光，祂被神的靈膏立，把好信息傳給謙卑的人，安慰一切悲哀的人（65:1-2）。祂的公義如光發出，為神的選民施行拯救，擊退仇敵，建立耶路撒冷成為可讚美的城邑（即屬靈的教會），使全地的人都能歸入，得享永遠的榮耀。在第六十四至六十六章裡先知在回顧過去的歷史之後，又看到未來神大顯榮耀的景象，心中對於主的大愛感念不已。但是當祂面對現實的環境，看到百姓仍然背逆，先知就獻上懇切的代禱，願神裂天而降，為神的百姓廣施憐憫。神給予先知禱告的答覆，並指出百姓受苦的原因，同時藉著異邦的蒙恩，將激動那背逆的以色列民發憤悔改，使神普救萬民之目的得以達成；並且蒙恩的人得以在新天新地與神同住，分享神國的權柄及榮耀（65:17）。
- 本段要訓

1. 耶和華的靈膏主，叫祂傳福音（61:1-2）：主耶穌剛出來傳道時，祂進會堂選讀了這段經文，說：「主的靈在我身上、因為祂用膏膏我、叫我傳福音給貧窮（謙卑）的人、差遣我報告被擄的（被魔鬼擄去的）得釋放、瞎眼的得看見、叫那受壓制的得自由、報告神悅納人的禧年」。這證明祂就是這受膏者，要傳福音，醫治病人（路4:16-21）。
2. 從前的事不再被紀念（65:17）：神造新天新地這指着救恩下的屬靈國度，也預言末日要實現的新天地。在這新天地實現時，神不再紀念從前我們所行的罪惡，因祂已赦免了我們，也因此都不再追想它了。在這新天地，没有死亡，凶暴如豺狼的惡人也離惡從善，能與如羊羔的同靈同享主賜的靈糧，一切都不傷害人或物．
3. 新天新地和選民在神面前永存（66:22-24）：耶和華說，祂所要造的新天新地，怎樣在祂面前永存，神的選民之民字也照樣長存，因為選民將得永生，與神同住。但那些違背神的惡人，卻要被下在地獄，在地獄有不滅的火，不死蟲，實在是可怕的地方。要避免將來去那可怕的地獄，只要信靠主，聽從祂的命令，可免去受刑罰又可得永生。

## 相關資料
- 1947年，有人在死海西北岸附近的洞窟發現一些古代文獻，這些書卷大約在距今約2000年的公元前2世紀末，以優雅的希伯來文寫成。現今這些書卷被人稱為“死海古卷”，是截至目前為止最古老的圣经抄本，其中包含《以賽亞書》的手抄本。

### 书目
- 1991,《全部聖經》, Published by "Watchtower Bible and Tract Society of New York, INC."

### 閱讀聖經
- 以賽亞書（页面存档备份，存于）（繁體中文）
- 以赛亚书（页面存档备份，存于）（简体中文）